# Fridolin
Fridolin (titlul original: în germană Oh, du lieber Fridolin) este un film de comedie german, realizat în 1952 de regizorul Peter Hamel, protagoniști fiind actorii Hans Reiser, Ingrid Andree, Otto Gebühr și Charlott Daudert.

## Rezumat
Tânărul Fridolin este un adevărat poet cerșetor care se bucură să o ajute pe tânăra fotoreporteră Alice, care îl angajează pentru câteva mărci ca asistent. Aici, ca și în celelalte locuri temporare de muncă ale sale, se dovedește a fi un adevărat nătâng, indiferent dacă lucrează temporar la la acoperiș sau ca îngrijitor la cușca cu lei a unei grădini zoologice, unde eliberează prompt un leu în libertate datorită firi sale împrăștite. În timpul unei alte activități, Fridolin demolează apartamentul contesei Bleuforet, iar altădată se implică prompt într-o bătaie într-un bar de artiști. În cele din urmă, poetul stângaci speră la o carieră de luptător în ring unde este folosit împotriva campionului îndârjit „Ucigașul din Soho”. Mai mult cu noroc decât simț, Fridolin iese chiar învingător din această luptă. Binecuvântat cu o nouă încredere ca învingător, el nu numai că se alege cu o mică avere, ci chiar câștigă inima frumoasei Alice.

## Distribuție
- Hans Reiser – Fridolin, un poet
- Ingrid Andree – Alice, reportera foto
- Otto Gebühr – Korbinian, tatăl ei
- Charlott Daudert – contesa Bleuforet
- Fritz Rémond junior – Hirschbrunner
- Max Mairich – directorul Sturzkopf
- Willy Maertens – dr. Mond, editor
- Harald Paulsen – duelistul furios
- Ilse Zielstorff – fiica sa
- Hans Caninenberg – Edgar
- Paula Braend – dna. Griesmeier
- Franz-Otto Krüger – reporterul radio
- Kurt Fuß – Jerome, servitorul
- Knut Mahlke – micul Franzl
- Alf Pankarter – arbitrul de ring Wannemaker
- Hans Schwarz – Schmidt alias Smith, „Ucigașul din Soho“
- Susanne Navrath – micuța Claudia